# Playdia
Playdia (jap.: プレイディア, Hepburn: Pureidia, entwickelt unter dem Codenamen BA-X) ist eine stationäre Spielkonsole, die von Bandai am 23. September 1994 ausschließlich in Japan zu einem Preis von ¥24.800 veröffentlicht wurde.
Sie war eher für ein jüngeres Spielerpublikum gedacht und wurde wie viele weitere Konsolen dieser Zeit eher als Multimedia-Unterhaltungssystem statt als solche vermarktet. Die Konsole wurde mit einem kabellosen Controller ausgeliefert, der die Daten über Infrarot mit der Konsole austauscht.

## Hardware

### Technische Daten
(Quelle:)
- CPU: 8-Bit Toshiba TMP87C800F (NEC PD78214GC) Prozessor, Taktfrequenz: 8 MHz
- Arbeitsspeicher: 256 kB
- Interner Speicher: 24 kB
- Grafik: 512 kB Grafik RAM
  - Farbtiefe: 4 Bit bis 24 Bit (16,7 Mio. Farben)
  - Auflösung: 640 × 480

## Spiele

### 1994 (11 Titel)
- 23.09. - Dragon Ball Z - Shin Saiyajin Zetsumetsu Keikaku Chikyū Hen - [BAPD-01]
- 23.09. - Bishōjo Senshi Sailor Moon S - Quiz Taiketsu! Sailor Power Kesshū!! - [BAPD-02]
- 23.09. - SD Gundam Daizukan - [BAPD-03]
- 28.09. - Ultraman Powered - Kaijū Gekimetsu Sakusen - [BAPD-04]
- 28.09. - Hello Kitty - Yume no Kuni Daibōken - [BAPD-05]
- 25.12. - Aqua Adventure - Blue Lilty - [BAPD-06]
- 25.11. - Newton museum - Kyōryū Nendaiki Zenpen - [BAPD-07]
- 25.11. - Newton museum - Kyōryū Nendaiki Kōhen - [BAPD-08]
- 08.12. - Shuppatsu! Dōbutsu Tankentai - [BAPD-09]
- 16.12. - Ultra Seven - Chikyū Bōei Sakusen - [BAPD-10]
- 16.12. - Dragon Ball Z - Shin Saiyajin Zetsumetsu Keikaku Uchū Hen - [BAPD-11]

### 1995 (16 Titel)
- 24.01. - Norimono Banzai!! - Kuruma Daishūgō!! - [BAPD-12]
- 24.01. - Norimono Banzai!! - Densha Daishūgō!! - [BAPD-13]
- 22.03. - Ie Naki Ko - Suzu no Sentaku - [VPRJ-09722]
- 22.03. - Gamera - The Time Adventure - [BAPD-15]
- 22.06. - Elements Voice Series vol.1 Mika Kanai - Wind&Breeze - [BAPD-18]
- 22.06. - Elements Voice Series vol.2 Rica Fukami - Private Step - [BAPD-19]
- 22.06. - Elements Voice Series vol.3 Aya Hisakawa - Forest Sways - [BAPD-20]
- 28.07. - Bishōjo Senshi Sailor Moon SuperS - Sailor Moon to Hiragana Lesson! - [BAPD-21]
- 28.07. - Ultraman - Hiragana Dai Sakusen - [BAPD-22]
- 28.07. - Ultraman - Alphabet TV e Yōkoso - [BAPD-23]
- 24.08. - Bishōjo Senshi Sailor Moon SS - Sailor Moon to Hajimete no Eigo - [BAPD-24]
- 24.08. - Bishōjo Senshi Sailor Moon SS - Yōkoso! Sailor Yōchien - [BAPD-25]
- 24.08. - Ultraman - Oide yo! Ultra Yōchien - [BAPD-26]
- 20.10. - Chōgōkin Selections - [BKPD-01]
- 16.11. - Elements Voice Series vol.4 Yuri Shiratori - Rainbow Harmony - [BKPD-02]
- 15.12. - Soreike! Anpanman - Picnic de Obenkyō - [BAPD-27]

### 1996 (6 Titel)
- 22.03. - Ultraman - Sūji de Asobō Ultra Land - [BAPD-28]
- 22.03. - Ultraman - Ultraman Chinō UP Dai Sakusen - [BAPD-29]
- 27.03. - Elements Voice Series vol.5 Mariko Kouda - Welcome to the Marikotown! - [BKPD-03]
- 24.04. - Nintama Rantarō - Gungun Nobiru Chinō Hen - [BKPD-04]
- 15.05. - Nintama Rantarō - Hajimete Oboeru Chishiki Hen - [BKPD-05]
- 26.06. - Gekisou Sentai Carranger - Tatakae! Hiragana Racer - [BKPD-06]

### Unveröffentlicht (6 Titel)
- Yumi to Tokoton Playdia - [BS-003]
- Go! Go! Ackman Planet - [BS-005]
- Jamp Gentei Special - 4 Dai Hero Battle Taizen - [BS-006]
- Bandai Item Collection 70 - [BS-007]
- Playdia IQ Kids - [BS-009]
- Kero Kero Keroppi - Uki Uki Party Land - [BS-010]